# Brachodes straminella
Brachodes straminella is een vlinder uit de familie Brachodidae. De wetenschappelijke naam van de soort is voor het eerst geldig gepubliceerd in 1916 door Hans Rebel.